# El Charcón
El Charcón es un barrio del municipio de San Cristóbal de La Laguna, en la isla de Tenerife (Canarias, España). Constituye un sector de la entidad de población conocida como La Cuesta, localizada en la franja meridional del municipio.

## Demografía
No aparece como entidad independiente en los censos de población al ser englobado, junto a otros barrios, en La Cuesta.

## Transportes
En guagua queda conectado mediante las siguientes líneas de Titsa: 
| Línea | Trayecto               | Recorrido     | Frecuencia   |
| ----- | ---------------------- | ------------- | ------------ |
| 014   | Santa Cruz - La Laguna | Horario/Línea | 5-10 minutos |